# Luís Carlos da Prússia
Frederico Luís Carlos da Prússia, mais conhecido como príncipe Luís (em alemão:  Friedrich Ludwig Karl von Preußen) (5 de novembro de 1773 – 28 de dezembro de 1796), foi um nobre e general prussiano.

## Biografia
Luís era o segundo filho do rei Frederico Guilherme II (1744-1797) e sua esposa, a princesa Frederica (1751-1805), filha do marquês Luís IX de Hesse-Darmstadt. Um primo de seu pai, mais de um ano mais velho, o príncipe Luís Cristiano Frederico da Prússia (filho do príncipe Fernando) foi chamado, para distingui-lo de Luís, de Príncipe Luís Fernando.
Em 26 de dezembro de 1793, dois dias após o casamento de seu irmão mais velho, o príncipe herdeiro Frederico Guilherme, com a princesa Luísa de Mecklemburgo-Strelitz, o príncipe Luís casou em Berlim com a irmã mais nova, a princesa Frederica (1778-1841). Desse casamento tiveram três filhos.
Em 1795, o rei nomeou o seu filho Luís como comandante do Primeiro Regimento de Dragões, cuja sede era em Schwedt.
Em 1796, Louis ficou doente de difteria, de que morreu logo depois.